# Emers

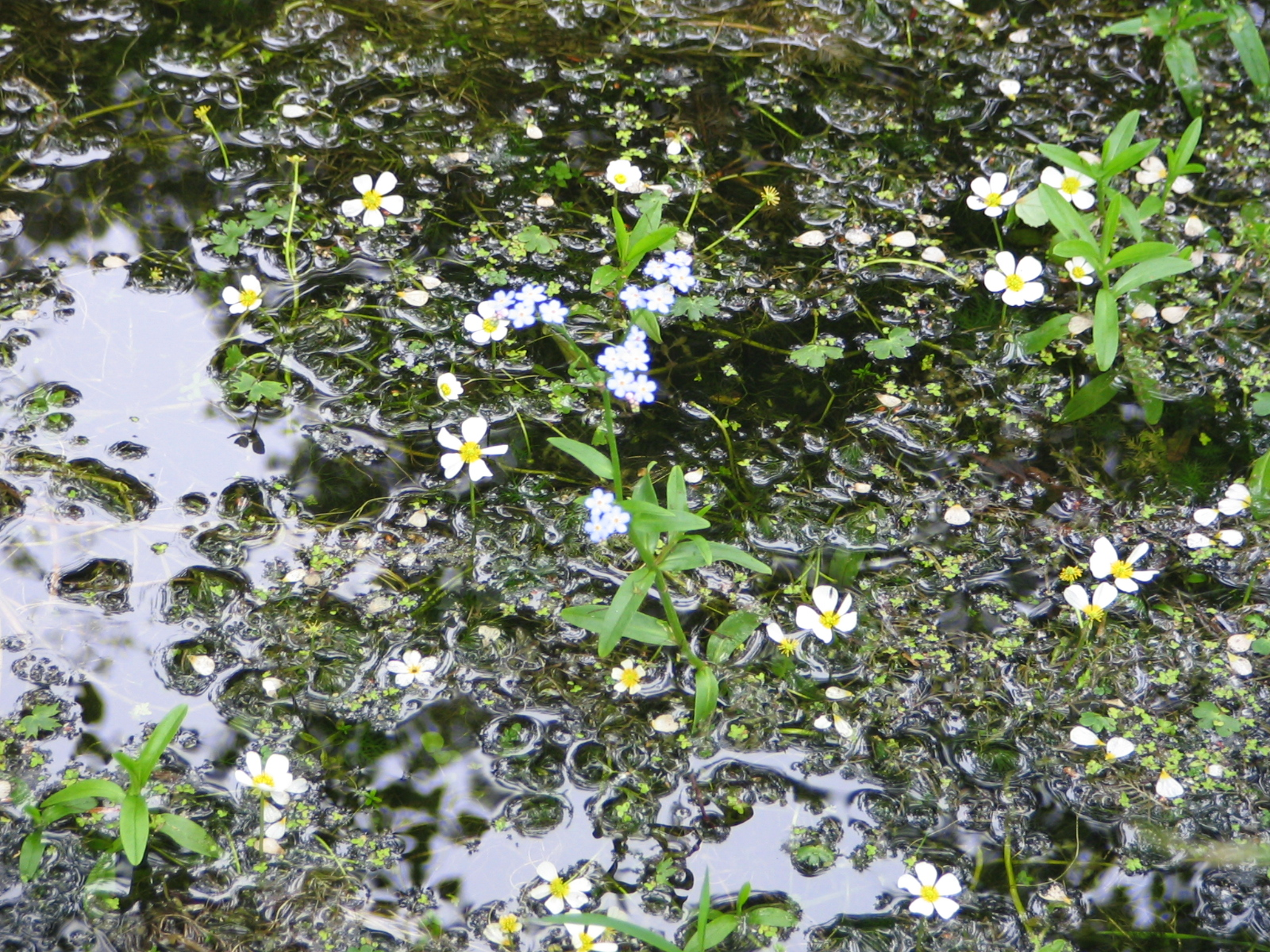
Ranunculus cf. aquatilis, eine auch in Deutschland heimische emerse Wasserpflanze.

Als emers (von lateinisch ēmersus,  „aufgetaucht“, zu ēmergere, „auftauchen“) werden Wasserpflanzen bezeichnet, die ganz oder teilweise über die Wasseroberfläche hinauswachsen.
Die Bezeichnung emers ebenso wie submers wird in der Aquaristik für die Lebensweise von Pflanzen verwendet. Eine emerse Pflanze wächst entweder gänzlich auf dem Land oder ist eine Sumpfpflanze. Sie kann also auch außerhalb des Wassers gedeihen und ist somit z. B. für ein Paludarium bestens geeignet.
Als semi-emers werden Pflanzen bezeichnet, die teilweise unter Wasser und teilweise mit ihren Sprossen über die Wasseroberfläche hinausragen.
Häufig gibt es Mischformen, deren Wurzeln zwar im Wasser gedeihen, deren Blätter aber in der Luft stehen müssen. Im Handel werden diese Pflanzen jedoch oft dennoch als reine Aquarienpflanzen angeboten, deren Blätter dann allmählich, da es sich um langsam wachsende Pflanzen handelt, glasig werden und verfaulen. Der ungeübte Aquarianer schiebt dies dann auf falsche Pflege, kann aber nichts dafür, da er einfach keine Wasserpflanze gekauft hat.
Beispiele für emers wachsende Pflanzen sind Echinodorus, Javafarn und Anubias.